# Maesa lineolata
Maesa lineolata är en viveväxtart som beskrevs av Herman Otto Sleumer. Maesa lineolata ingår i släktet Maesa och familjen viveväxter. Inga underarter finns listade i Catalogue of Life.